# پویایی اقتصادی
پویایی اقتصادی، اکونودینامیک یا اکودینامیک (به انگلیسی:Econodynamics) یک علم تجربه‌گرا است که ظهور، حرکت و ناپدید شدن ارزش را مطالعه می‌کند. در اینجا ارزش به عنوان مفهومی خاص که برای توصیف فرآیندهای ایجاد و توزیع ثروت استفاده و تعریف می‌شود. هر نظریه اقتصادی به تفسیر فرآیندهای اقتصادی بر اساس قانون تولید ارزش می‌پردازد و هر نظریه علمی رویکردهای علمی مختلفی را در انتخاب عوامل تولید (که در نهایت خلق ثروت را تعیین می‌کنند) را اتخاذ می‌کند. مارکسیست‌ها اصرار دارند که این فقط کار است که ارزش را ایجاد می‌کند، نئوکلاسیک‌ها معتقدند که علاوه بر کار، سرمایه نیز باید به عنوان منبع مهمی از ارزش در نظر گرفته شود. اکونودینامیک نشان می‌دهد «قدرت مولد سرمایه» حقه ای است که نقش واقعی کار و انرژی را در تولید ارزش پنهان می‌کند. اکونودینامیک تفسیر مناسب تری از رشد اقتصادی و سایر پدیده‌ها ارائه می‌دهد. اکونودینامیک مبتنی بر دستاوردهای اقتصاد سیاسی کلاسیک و اقتصاد نئوکلاسیک است و از روش‌های علم پدیدارشناسی برای بررسی تحول نظام‌های اقتصادی استفاده می‌کند. اکونودینامیک روش‌هایی را برای تحلیل و پیش‌بینی فرآیندهای اقتصادی پیشنهاد کرده‌است. بررسی جامع مشکلات اکونودینامیک اخیراً توسط ولادیمیر پوکروفسکی (Vladimir Pokrovskii) ارائه شده‌است.